# IMac aluminium
Vous lisez un « bon article » labellisé en 2008.
L’iMac aluminium est un ordinateur tout-en-un, développé et produit par Apple. Il correspond à la 5e génération d'iMac, le premier modèle ayant été lancé en août 1998. L'iMac est, depuis son lancement, le produit phare de la firme ; c'est avec lui qu'Apple a signé son renouveau peu de temps après le retour de son fondateur Steve Jobs. C'est un ordinateur de bureau polyvalent qui mise beaucoup sur le gain d'espace qu'il procure.

## Lancement
Le 7 août 2007, lors d'une conférence de presse au siège d'Apple, Steve Jobs présente le nouveau modèle d'iMac, l'iMac aluminium.
Le 28 avril 2008, Apple met ses iMac à jour, seule la configuration matérielle se voit modifiée. Les processeurs Intel Core 2 Duo utilisés, connus sous le nom de code Penryn, sont désormais gravés en 45 nm. Le 3 mars 2009 la configuration des iMac aluminium est de nouveau actualisée.
Il faut attendre avril 2009, pour que le modèle réservé au monde de l'éducation soit actualisé et arbore enfin un design aluminium. Il s'agit d'une machine de 20 pouces au prix inférieur aux autres modèles (899 $) mais aussi moins puissante car équipée uniquement d'un processeur Intel Core 2 Duo de 2,0 GHz et 1 Go de mémoire vive.
Comme bon nombre de produits Apple, l'iMac aluminium a été conçu par Apple à Cupertino en Californie et est assemblé en Chine.

### Différences avec la génération précédente
Principale nouveauté de ce modèle, l'abandon du boitier en polycarbonate blanc au profit d'un boitier qui allie l'aluminium et le verre. L'iMac s'ajoute donc à la liste des produits Apple utilisant déjà l'aluminium pour le boitier tel que le MacBook Pro, le Mac Pro, etc.
Les performances générales des machines sont revues à la hausse grâce à l'utilisation de composants souvent plus puissants. En parallèle à l'augmentation des performances, le prix de vente est moins élevé.
Alors que l'iMac aluminium est architecturé autour d'une plate-forme Centrino Santa Rosa, l'iMac de la génération précédente utilise la plate-forme Centrino Napa (Refresh). Cette dernière se caractérise principalement par l'utilisation de chipset Intel 945PM (ou 945GM pour les modèles équipés d'une GMA 950.
Plusieurs défauts du modèle le moins cher sont corrigés comme par la présence d'un IGP intégré au chipset (le GMA 950) remplacé par une véritable carte graphique, le Lecteur Combo remplacé par un SuperDrive et enfin le passage à un écran de 20 pouces, les modèles 17 pouces disparaissant du catalogue.

## Design
À l'instar de toutes les générations d'iMac qui l'ont précédé, l'iMac aluminium est un ordinateur tout-en-un. Il contient sous sa coque un écran et l'unité centrale nécessaire pour le fonctionnement de l'ordinateur. Cependant l'intégration reste moins poussée que sur les ordinateurs portables puisque le clavier et la souris sont conventionnels et donc à part.

### Design externe
L'iMac aluminium inaugure un nouveau design : alors que l'iMac (Core 2 Duo) arbore une coque blanche en polycarbonate, l'iMac aluminium reprend une forme similaire aux écrans de la gamme Cinema Display, avec un design qui rappelle l'iPhone. La coque de cet iMac est mixte, avec sur la face avant, une pièce unique en aluminium ainsi qu'une plaque de verre qui protège l'écran. La face arrière est recouverte en plastique noir. Le logo Apple que l'on retrouve sous l'écran sur la face avant, cache derrière lui, le récepteur infrarouge nécessaire à l'utilisation de l'Apple Remote.
Tout comme les précédents iMac, le modèle aluminium est l'œuvre du designer Jonathan Ive et de son équipe à qui l'on doit déjà le design de la plupart des produits Apple tels que les différents iPod, le Mac mini, le Power Mac G4 Cube, le MacBook Pro et bien d'autres.

### Organisation interne

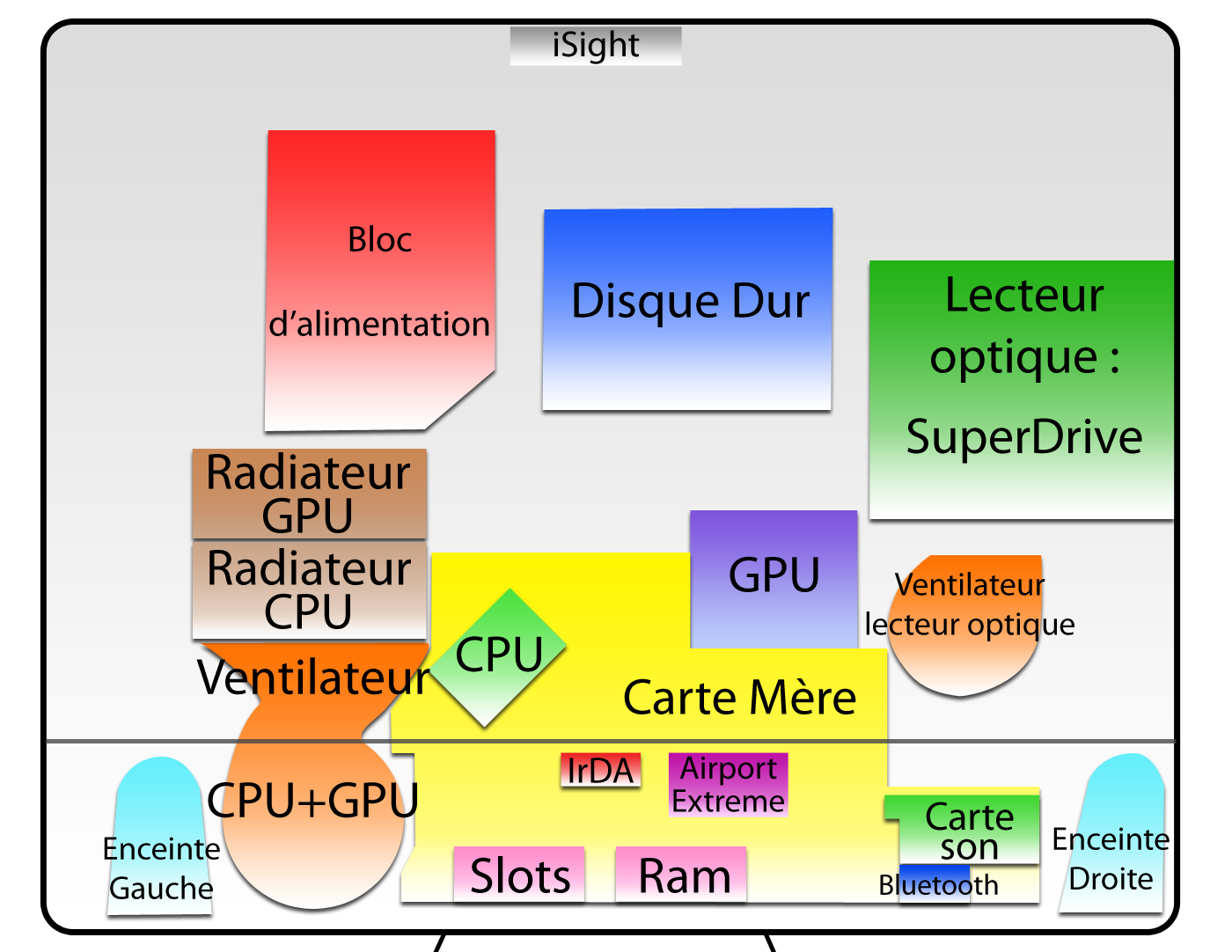
Plan d'organisation d'un iMac aluminium 24 pouces

#### Organisation générale
L'iMac aluminium comporte à l'intérieur deux circuits imprimés principaux correspondant au bloc d'alimentation et à la carte mère. Sur cette dernière sont connectées plusieurs cartes filles, soit directement, soit par l'intermédiaire d'un connecteur comme c'est le cas pour la carte graphique ou la carte Airport Extreme, soit par l'intermédiaire de câbles comme pour la carte son, la carte Bluetooth et la carte accueillant le récepteur IrDA.
Les disques durs utilisés sont au format 3,5 pouces et sont connectés à la carte mère via une interface Serial ATA contrairement au lecteur de CD qui utilise lui une interface Parallel ATA.
La carte graphique des iMac aluminium est au format MXM II et communique avec le chipset via un port PCI Express de 16 lignes,[source insuffisante].
Côté son, les iMac sont équipés de deux haut-parleurs stéréo reliés à un amplificateur numérique interne de 24 watts.

#### Dissipation thermique

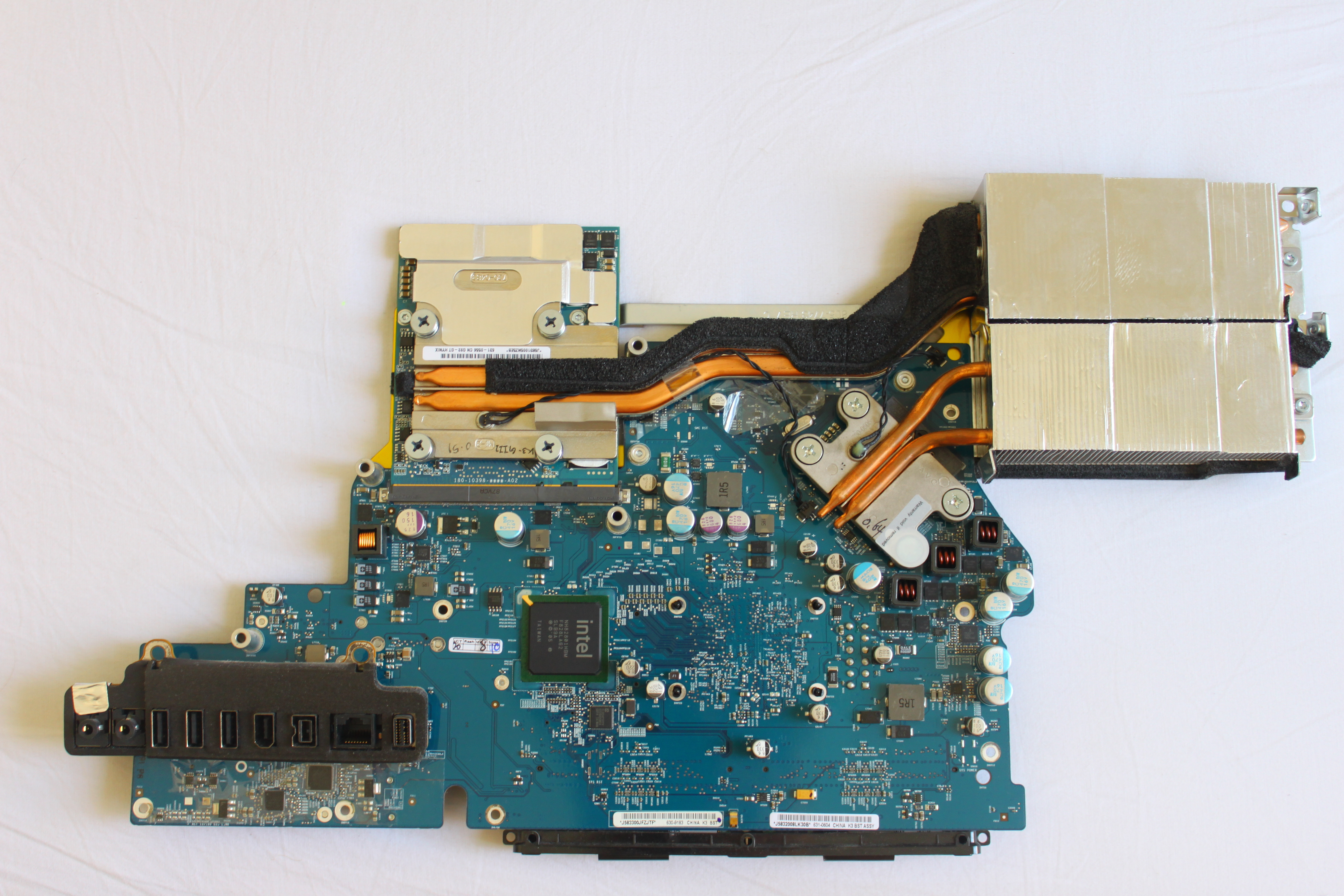
Carte mère d'un iMac aluminium

Le flux d'air qui refroidit l'iMac est généré par trois ventilateurs qui attirent l'air par la face inférieure et la face arrière de l'iMac. Une fois que l'air a traversé les composants à refroidir, il s'évacue par une fente située sur la partie supérieure de la face arrière de l'iMac. Le flux d'air résultant est donc grossièrement vertical de bas en haut.
Le ventilateur principal est destiné à créer un flux d'air sur les dissipateurs thermiques de la carte graphique et du microprocesseur, et les deux autres refroidissent le lecteur optique SuperDrive et le disque dur[source insuffisante].
Les deux radiateurs de la carte graphique et du processeur, bien qu'accolés, sont deux pièces distinctes, ce qui facilite le démontage de la carte graphique. La chaleur dégagée par la carte graphique est acheminée par quatre caloducs vers le radiateur, alors que celle dégagée par le processeur n'est transportée que par deux caloducs[source insuffisante]. Les deux radiateurs chargés de répartir la chaleur sur la plus grande surface possible sont en aluminium et possèdent chacun une soixantaine d'ailettes[source insuffisante].

### Architecture

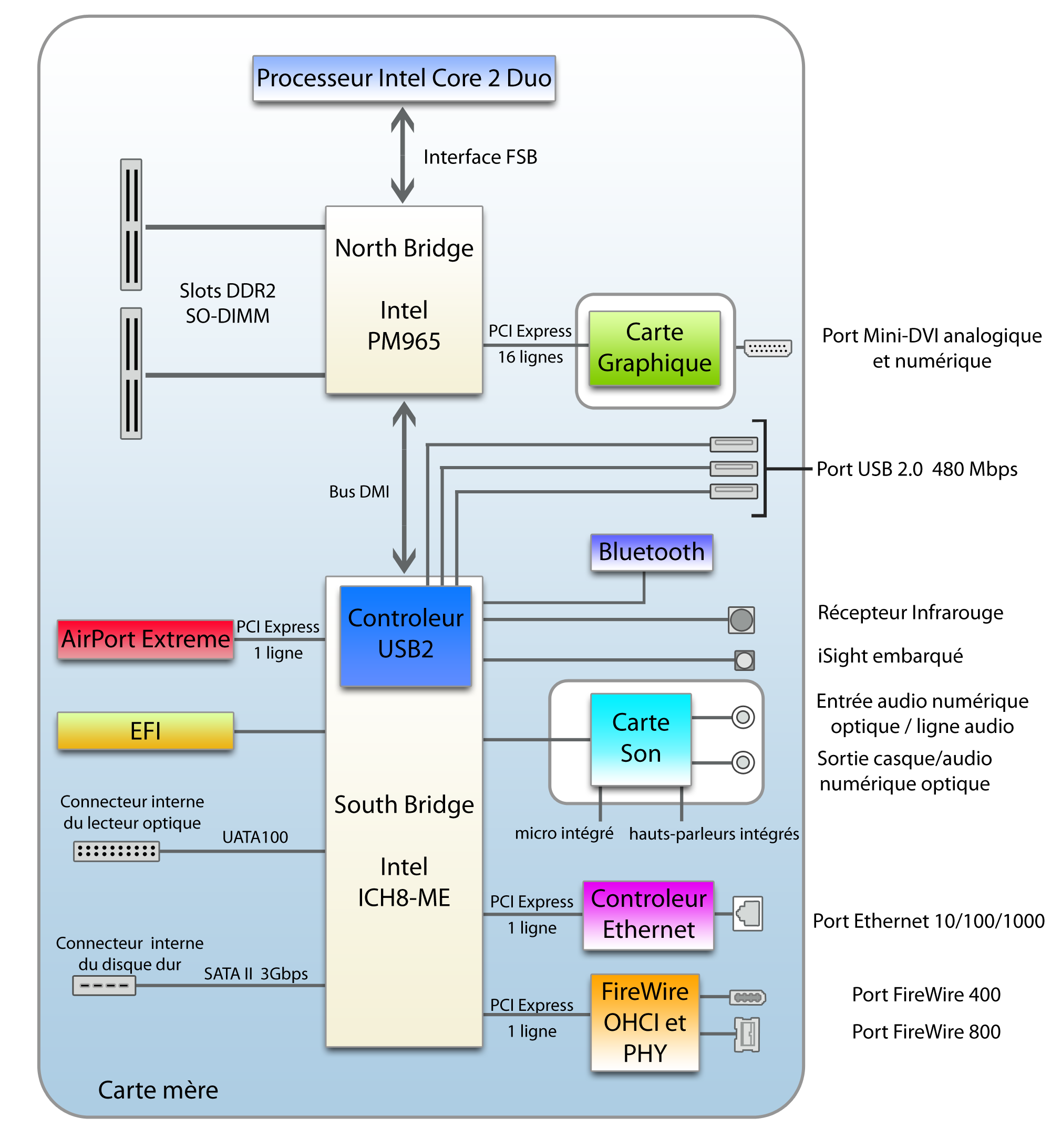
Architecture des iMac aluminium de seconde génération autour de leurs chipsets

Les iMac aluminium sont organisés autour d'une même paire de chipsets Intel, avec un PM965 en tant que northbridge et un ICH8-ME en tant que southbridge[source insuffisante]. Ces deux chipsets correspondent à la plate-forme Centrino Santa Rosa développée par Intel. Ils sont reliés entre eux par un lien DMI.

## Configuration
Au fil des versions dans une même génération, Apple met à jour les configurations de base afin qu'elles correspondent à l'offre du marché. C'est pour cela qu'après le lancement des processeurs Penryn d'Intel Apple a lancé une seconde version des iMac aluminium le 28 avril 2008 pour remplacer la première lancée en août 2007.

### 1reversion(août 2007)
Les premiers iMac aluminium présentés le 7 août 2007 utilisent la plate forme Centrino Santa Rosa. L'iMac le plus puissant est le premier ordinateur équipé d'un Core 2 Duo X7900, ce qui confirme les bonnes relations entre les deux entreprises.
|                                             | iMac aluminium                 | iMac aluminium                   | iMac aluminium                   | iMac aluminium                           |
| ------------------------------------------- | ------------------------------ | -------------------------------- | -------------------------------- | ---------------------------------------- |
| Date                                        | août 2007                      | août 2007                        | août 2007                        | août 2007                                |
| Taille de l'écran (en pouces) et définition | 20" (1680 × 1050 pixels)       | 20" (1680 × 1050 pixels)         | 24" (1920 × 1200 pixels)         | 24" (1920 × 1200 pixels)                 |
| Processeur                                  | Intel Core 2 Duo T7300 à 2 GHz | Intel Core 2 Duo T7700 à 2,4 GHz | Intel Core 2 Duo T7700 à 2,4 GHz | Intel Core 2 Duo Extreme X7900 à 2,8 GHz |
| RAM                                         | 1 Go                           | 1 Go                             | 1 Go                             | 2 Go                                     |
| Disque dur                                  | 250 Go                         | 320 Go                           | 320 Go                           | 500 Go                                   |
| Carte graphique                             | Radeon HD 2400XT               | Radeon HD 2600 Pro               | Radeon HD 2600 Pro               | Radeon HD 2600 Pro                       |

#### Options de configuration
En plus de la configuration de base, Apple propose des configurations personnalisées à travers des options que l'acheteur peut choisir en fonction de ses besoins.
- Processeur Core 2 Extreme X7900 à 2,8 GHz (uniquement pour les modèles 24 pouces)
- 2 Go ou 4 Go de mémoire vive DDR2 au lieu de 1 Go initialement.
- Augmentation de la capacité du disque dur :
  - 320 Go ou 500 Go au lieu de 250 Go pour les modèles 20 pouces 2,0 GHz
  - 500 Go ou 750 Go au lieu de 320 Go pour les modèles 20 pouces 2,4 GHz
  - 500 Go, 750 Go, 1 To au lieu de 320 Go pour le modèle 24 pouces
- Modem USB Apple

### 2eversion(avril 2008)
La mise à jour des iMac le 28 avril 2008 a apporté quelques nouveautés telles que le passage aux processeurs Intel Core 2 Penryn. Ces derniers sont gravés en 45 nm et dissipent donc moins de chaleur que les précédents. Leurs fréquences ainsi que leurs bus frontaux sont revus à la hausse, avec un FSB de 1 066 MT/s, contre 800 MT/s auparavant. Enfin, ces processeurs apportent le nouveau jeu d'instruction SSE4.1.
Autre nouveauté, l'apparition d'une carte graphique Nvidia avec la GeForce 8800GS. Cette dernière s'avère deux fois plus puissante que la Radeon HD2600 Pro.
À fréquence égale et avec une carte graphique identique (2600 Pro), la seconde version de l'iMac aluminium est plus performante que la première, mais les différences restent inférieures à 10 images par seconde.
|                                             | iMac Aluminium[source insuffisante] | iMac Aluminium                    | iMac Aluminium                   | iMac Aluminium                    |
| ------------------------------------------- | ----------------------------------- | --------------------------------- | -------------------------------- | --------------------------------- |
| Date                                        | Avril 2008                          | Avril 2008                        | Avril 2008                       | Avril 2008                        |
| Taille de l'écran (en pouces) et définition | 20" (1 680 × 1 050 pixels)          | 20" (1 680 × 1 050 pixels)        | 24" (1 920 × 1 200 pixels)       | 24" (1 920 × 1 200 pixels)        |
| Processeur                                  | Intel Core 2 Duo E8135 à 2,4 GHz    | Intel Core 2 Duo E8335 à 2,66 GHz | Intel Core 2 Duo E8235 à 2,8 GHz | Intel Core 2 Duo E8435 à 3,06 GHz |
| RAM                                         | 1 Gio                               | 2 Gio                             | 2 Gio                            | 2 Gio                             |
| Disque dur                                  | 250 Go                              | 320 Go                            | 320 Go                           | 500 Go                            |
| Carte graphique                             | Radeon HD 2400XT                    | Radeon HD 2600 Pro                | Radeon HD 2600 Pro               | GeForce 8800GS                    |

Particularité des processeurs Intel Core 2 Duo utilisés dans la seconde version des iMac aluminium, ils ne sont pas cadencés à leur fréquence d'origine. Ainsi seul le modèle E8435 est cadencé à sa fréquence d'origine. Les modèles E8135 et E8335 sont tous les deux « sous-cadencés », leurs fréquences d'origine étant respectivement 2,66 et 2,93 GHz. Le modèle E8235 est « sur-cadencé » à 2,8 GHz au lieu de 2,60 GHz initialement. Par ailleurs, ces processeurs sont initialement destinés à se retrouver sur une plate-forme Centrino Monte Vina. Celle-ci n'étant alors pas disponible lors de la sortie de cette seconde génération, ils se retrouvent donc sur une plate-forme Centrino Santa Rosa « sur-cadencée »

#### Options de configuration
Tout comme la première génération de l'iMac aluminium, la seconde dispose elle aussi d'options de configuration.
- Processeur Intel Core 2 Duo à 3,06 GHz (uniquement pour les modèles 24 pouces)
- Carte graphique Nvidia GeForce 8800GS (uniquement pour les modèles 24 pouces)
- Augmentation de la capacité de mémoire vive:
  - 2 Gio de DDR2 au lieu de 1 Gio (uniquement pour les modèles 20 pouces 2,4 GHz)
  - 4 Gio de DDR au lieu de 2 Gio
- Augmentation de la capacité du disque dur:
  - 320 Go ou 500 Go au lieu de 250 Go pour les modèles 20 pouces 2,0 GHz
  - 500 Go ou 750 Go au lieu de 320 Go pour les modèles 20 pouces 2,66 GHz
  - 500 Go, 750 Go, 1 To au lieu de 320 Go pour le modèle 24 pouces
- Modem USB Apple

### 3eversion (mars 2009)
Le 3 mars 2009, Apple actualise plusieurs modèles de ses ordinateurs dont l'iMac. Dorénavant la gamme iMac est composée de 3 modèles avec un écran 24 pouces.
Quelque modifications mineures sont à noter, le connecteur FireWire 400, se voit remplacé par un port USB portant à 4 le nombre disponible à l'arrière de la machine, le port Mini-DVI est lui remplacé par un connecteur mini-DisplayPort. La mémoire RAM DDR2 des deux générations précédentes se voit remplacé par de la DDR3.
 
Le clavier est maintenant sans pavé numérique.
Tel qu'il est le cas depuis octobre 2008 avec les machines portables de la firme de Cupertino, l'Apple Remote n'est plus livrée gracieusement avec les ordinateurs mais figure désormais comme option payante lors de l'achat.
|                                             | iMac Aluminium                  | iMac Aluminium                  | iMac Aluminium                  | iMac Aluminium                  |
| ------------------------------------------- | ------------------------------- | ------------------------------- | ------------------------------- | ------------------------------- |
| Date                                        | Mars 2009                       | Mars 2009                       | Mars 2009                       | Mars 2009                       |
| Taille de l'écran (en pouces) et définition | 20" (1680 × 1050 pixels)        | 24" (1920 × 1200 pixels)        | 24" (1920 × 1200 pixels)        | 24" (1920 × 1200 pixels)        |
| Processeur                                  | Intel Core 2 Duo E8135 2,66 GHz | Intel Core 2 Duo E8135 2,66 GHz | Intel Core 2 Duo E8335 2,93 GHz | Intel Core 2 Duo E8435 3,06 GHz |
| RAM                                         | 2 Gio                           | 4 Gio                           | 4 Gio                           | 4 Gio                           |
| Disque dur                                  | 320 Go                          | 640 Go                          | 640 Go                          | 1 To                            |
| Carte graphique                             | GeForce 9400M                   | GeForce 9400M                   | GeForce GT120                   | GeForce GT130                   |

#### Options de configuration
- Processeur Intel Core 2 Duo à 3,06 GHz (uniquement pour les modèles 24 pouces)
- Carte graphique
  - Radeon HD 4850 (absent pour les modèles 2,66 GHz)
  - GeForce GT130 (uniquement pour les modèles 24 pouces 2,93 GHz)
- Augmentation de la capacité de mémoire vive vers 4 Gio ou 8 Gio de DDR3
- Augmentation de la capacité du disque dur vers 640 Go ou 1 To.
- Apple Remote
- Modem USB Apple

## Caractéristiques générales
Bien que les configurations puissent varier avec le temps, certaines caractéristiques demeurent.
L'écran, dont la surface recouvre la quasi-totalité des composants, utilise la technologie TFT, qui permet un contraste élevé et une faible rémanence, est rétroéclairé par des cathodes froides (CCFL).
L'écran du modèle 20 pouces, d'une définition de 1 680 × 1 050 pixels (WSXGA+), utilise une dalle de type TN, qui possède un angle de vision de 160° aussi bien horizontalement que verticalement.
L'écran de 24 pouces affiche une définition supérieure, de 1 920 × 1 200 pixels (HD 1080) avec des angles de vision eux aussi supérieurs grâce à l'utilisation de dalles de type IPS, avec 178° en vertical et en horizontal. Par rapport au modèle 20 pouces, l'écran de 24 pouces possède une luminosité supérieure avec 385 cd m−2 mais au détriment d'un ratio de contraste légèrement plus faible de 750:1. Apple annonce une consommation maximale de 200 W pour le modèle 20 pouces et 280 W pour le modèle 24 pouces.
La carte graphique qu'Apple nomme 8800GS 512 MB n'existe pas sur le marché, ce qui a intrigué plusieurs utilisateurs qui sont partis à la recherche d'information sur cette carte. Il s'est vite avéré en fait que cette 8800GS en question est en réalité présente dans le catalogue de Nvidia sous le nom de 8800M GTS, ce qui est compréhensible vu que les cartes graphiques au format MXM II sont destinées initialement aux ordinateurs portables. La Radeon HD2600 Pro quant à elle s'est avérée être une Radeon Mobility HD 2600 XT dont les fréquences ont été revues à la baisse[source insuffisante]. En ce qui concerne la Radeon 2400 XT des iMac 20 pouces, il s'agit en fait de son homonyme mobile, la Radeon Mobility 2400 XT avec des fréquences supérieures à celle d'origine,,.
La GeForce GT130 embarquée dans certains iMac de troisième génération, s'avère être une 9800M GTS une carte graphique au format MXM, seul format compatible avec l'emplacement disponible dans les iMac[source insuffisante]
|                    | GPU | Nb de stream Processors | Fréq GPU | Fréq mémoire | Fréq Shaders | Qté de mémoire             | Bus mémoire |
| ------------------ | --- | ----------------------- | -------- | ------------ | ------------ | -------------------------- | ----------- |
| Radeon HD 2400XT   |     | 40                      | 650 MHz  | 800 MHz      | 600 MHz      | 128 Mio de GDDR3           | 64 bits     |
| Radeon HD 2600 Pro |     | 120                     | 600 MHz  | 1 370 MHz    | 600 MHz      | 256 Mio de GDDR3           | 128 bits    |
| GeForce 8800GS     |     | 64                      | 500 MHz  | 1 250 MHz    | 800 MHz      | 512 Mio de GDDR3           | 256 bits    |
| GeForce 9400M      |     |                         |          |              |              | 256 Mio de DDR3 (partagée) |             |
| GeForce GT120      |     | 32                      |          |              |              | 256 Mio de GDDR3           | 128 bits    |
| GeForce GT130      |     |                         |          |              |              | 512 Mio de GDDR3           |             |
| Radeon HD 4850     | M98 | 800                     | 500 MHz  | 850 MHz      | 500 MHz      | 512 Mio de GDDR3           | 256 bits    |

La 2600Pro d'ATI embarque bien plus de stream processors que la 8800GS de son concurrent Nvidia. Mais les deux cartes étant structurées différemment, il ne faut pas prendre ce paramètre en compte pour comparer leur puissance relative. Ce paramètre peut cependant être utilisé au sein des cartes d'un même constructeur pour comparer leur puissance respective.

### Le système d'exploitation
Tous les iMac aluminium sont livrés avec le système d'exploitation Mac OS X dans sa version 10.4 (Tiger) avant le 26 octobre 2007 et 10.5 (Leopard) après le lancement de ce système d'exploitation à cette date. Les logiciels Boot Camp, Parallels Desktop, VMware Fusion et VirtualBox permettent d'installer d'autres systèmes d'exploitation sur un Mac (Windows XP et Vista pour Boot Camp et Windows Vista, XP, NT, 2003, 2000, Millenium, 98, 95 et 3.1 ainsi que MS-DOS, FreeBSD, Solaris, eCom Station et OS/2 pour Parallels Desktop, VMware Fusion et VirtualBox). Seuls Parallels Desktop, VMware Fusion et VirtualBox permettent de lancer d'autres systèmes en même temps que Mac OS X. 
On peut installer un OS Linux comme Ubuntu via Bootcamp & REFIT.

### Connectique

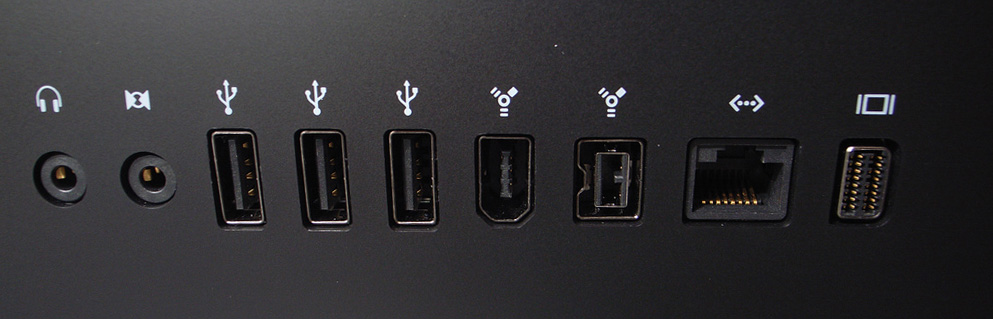
Connectique d'un iMac Alu

Sur l'iMac Alu, les connecteurs sont placés sur la face arrière, en bas et à gauche du bloc écran-unité centrale.
On retrouve de la gauche vers la droite : 
- une sortie casque/audio numérique optique (Jack) ;
- entrée audio numérique optique / ligne audio (Jack) ;
- trois ports USB 2.0 ;
- un port FireWire 400 de 7 watts (remplacé par un port USB dans la 3e version) ;
- un port FireWire 800 de 7 watts ;
- un connecteur RJ45 Gigabit Ethernet ;
- un connecteur Mini-DVI (remplacé par un connecteur mini-DisplayPort dans la 3e version) ;
- Airport Extreme (802.11 draft-n) ;
- Bluetooth 2.1 + EDR.

### Paquetage de vente
Tous les iMacs sont fournis avec un certain nombre d'accessoires en bundle. 

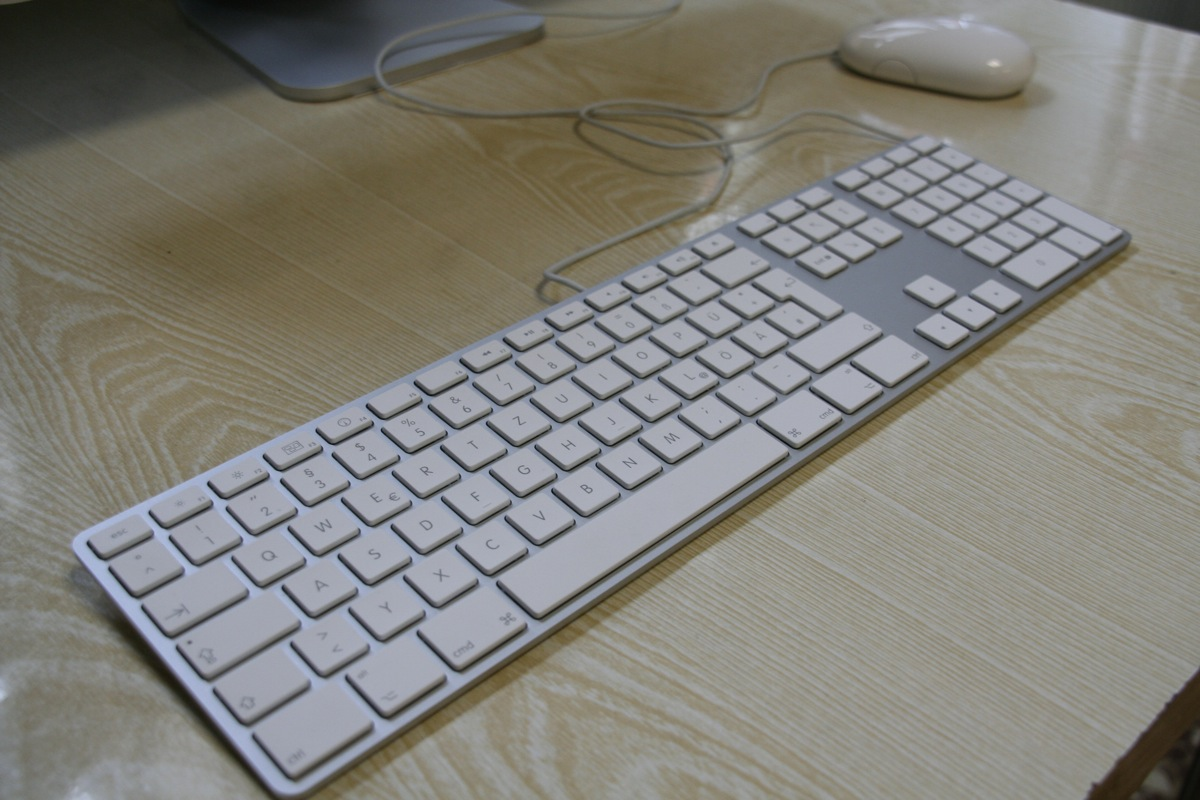
Le clavier Apple filaire.
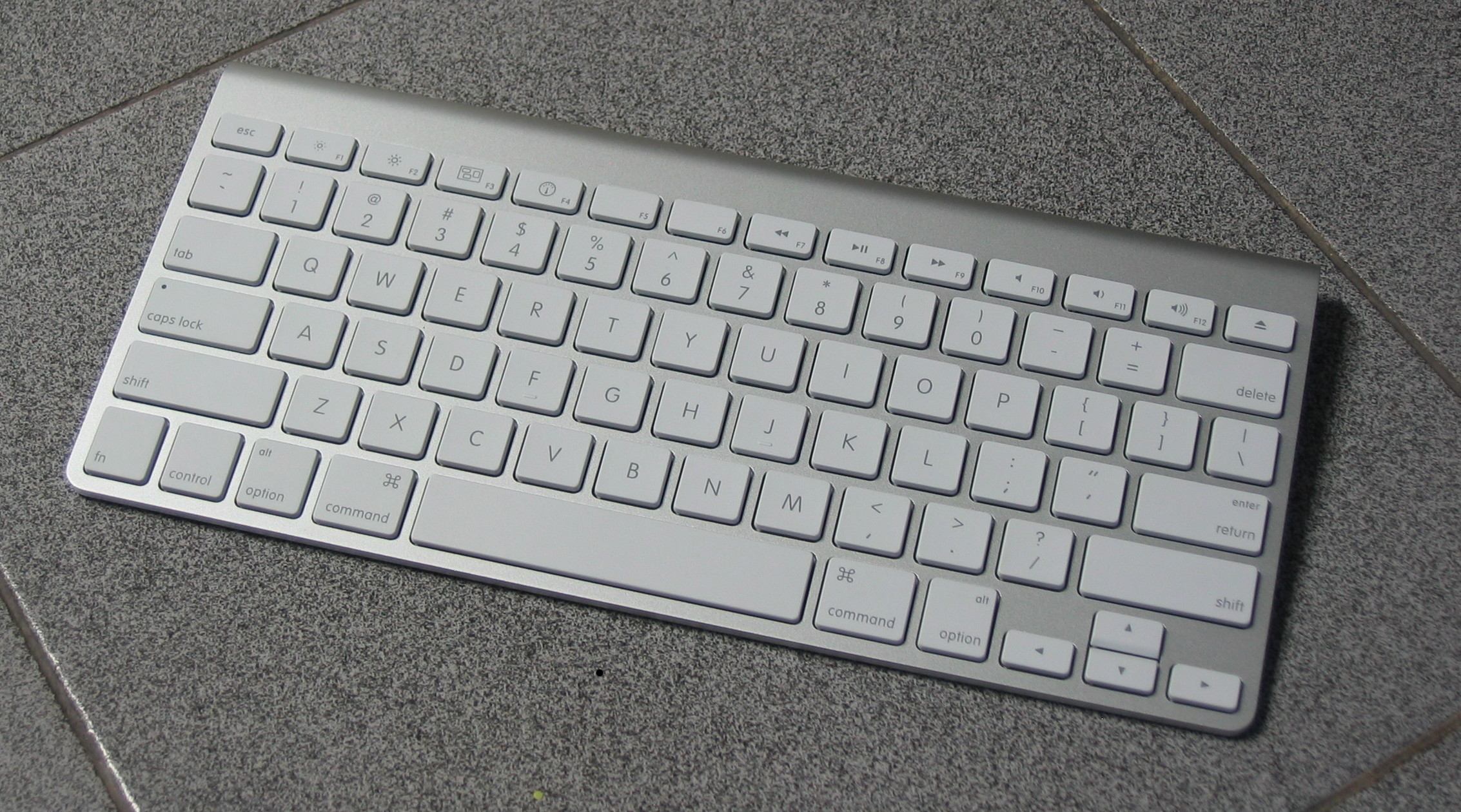
Le clavier Apple sans-fil.
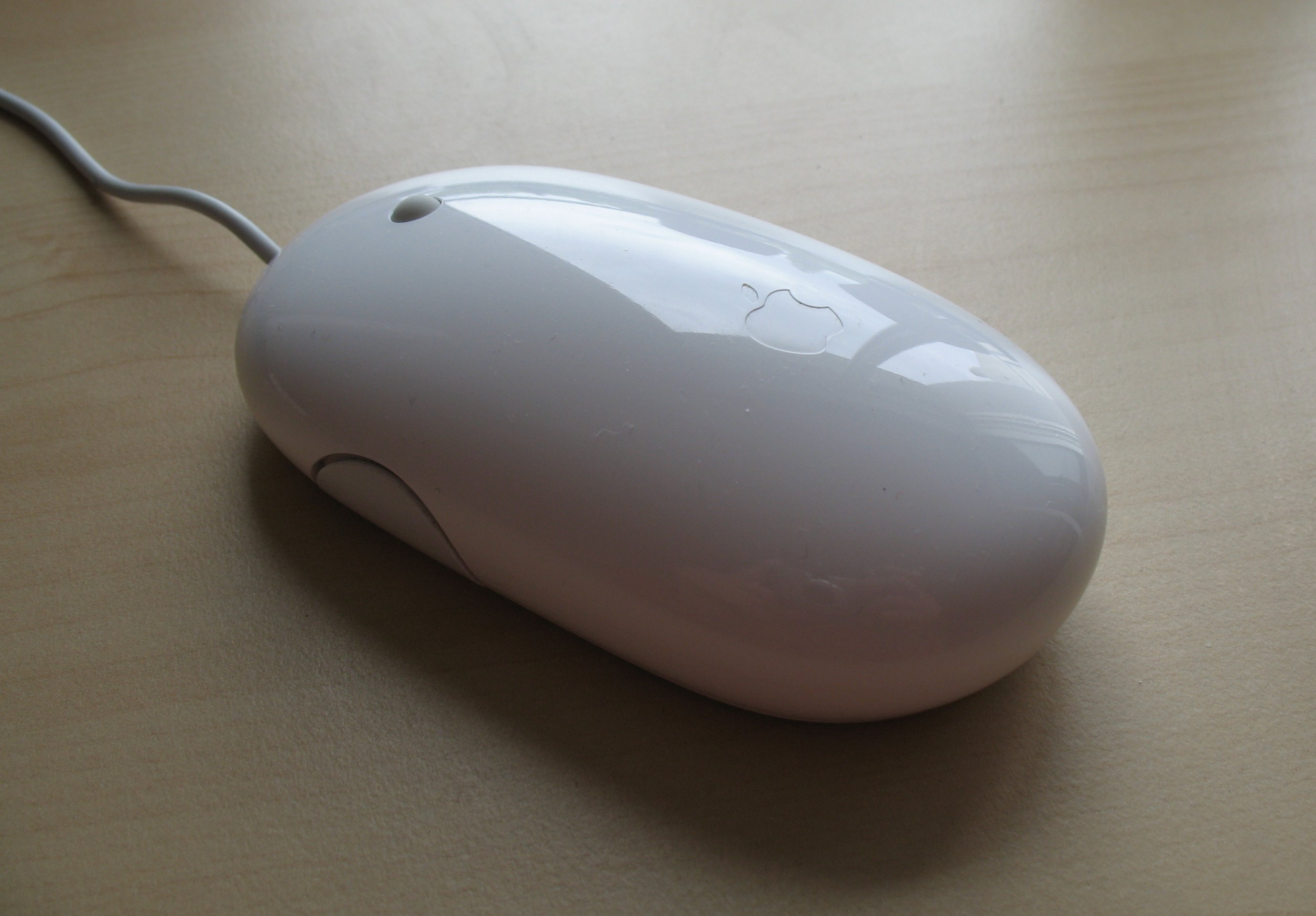
Une Mighty Mouse filaire.
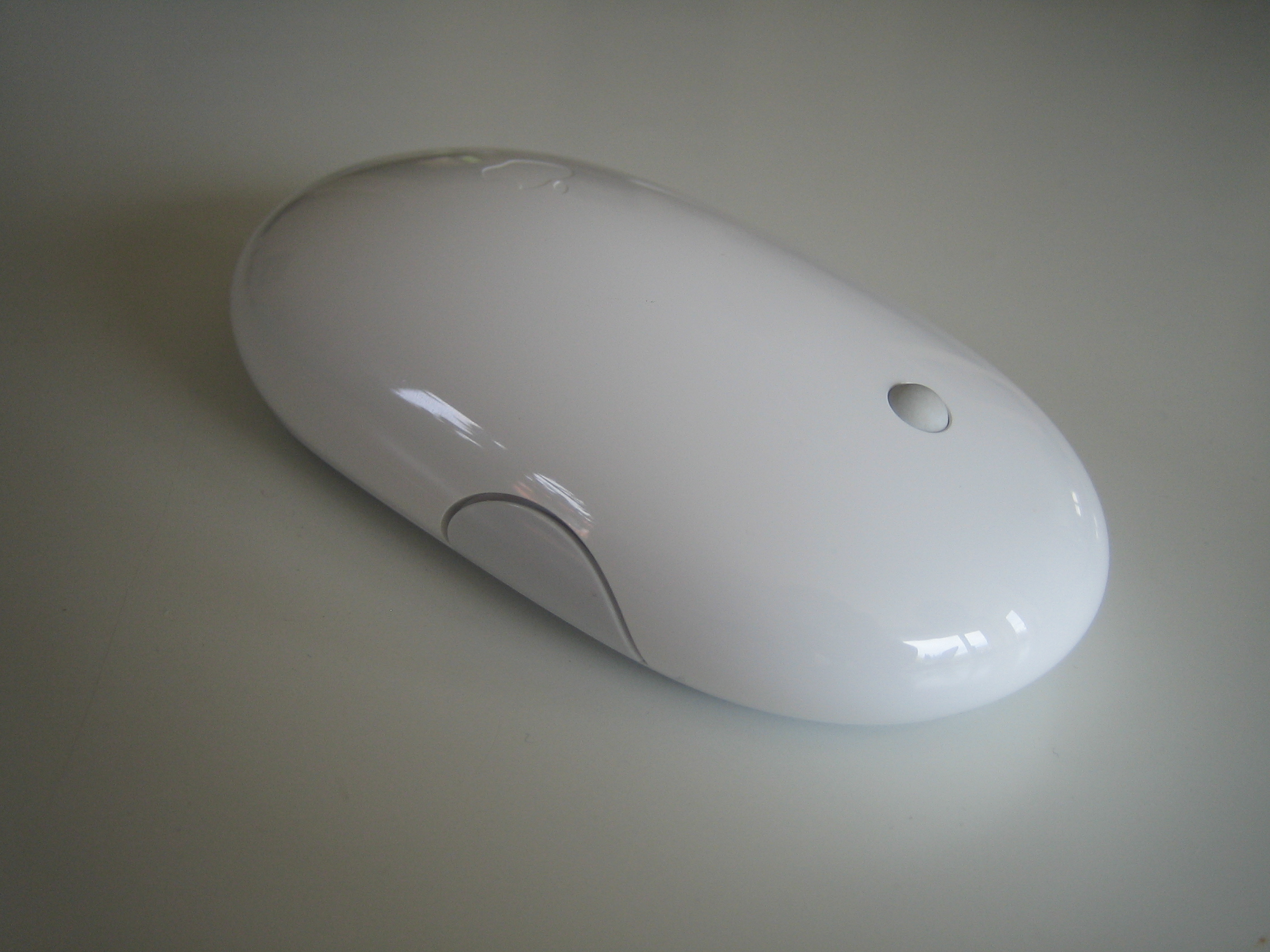
Une Mighty Mouse sans-fil.
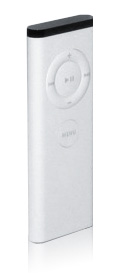
Une Apple Remote.
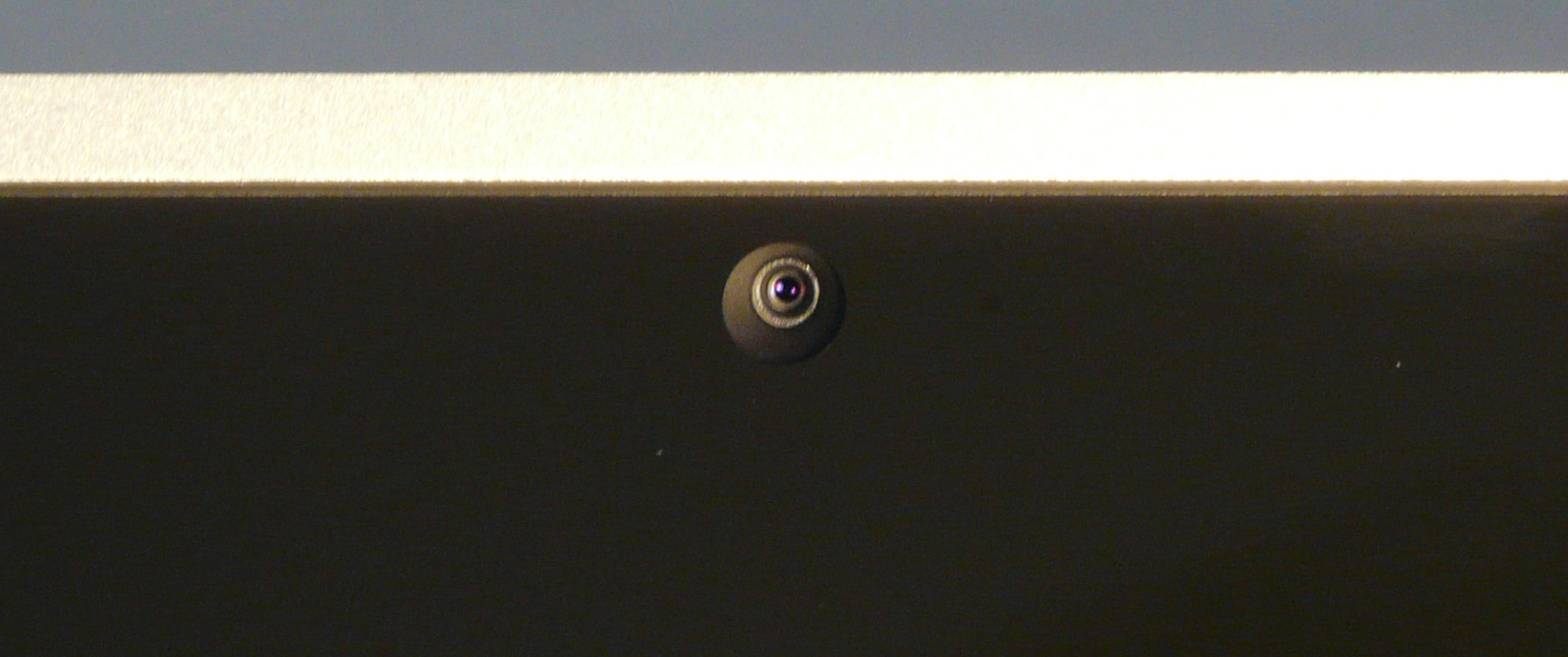
L'iSight.
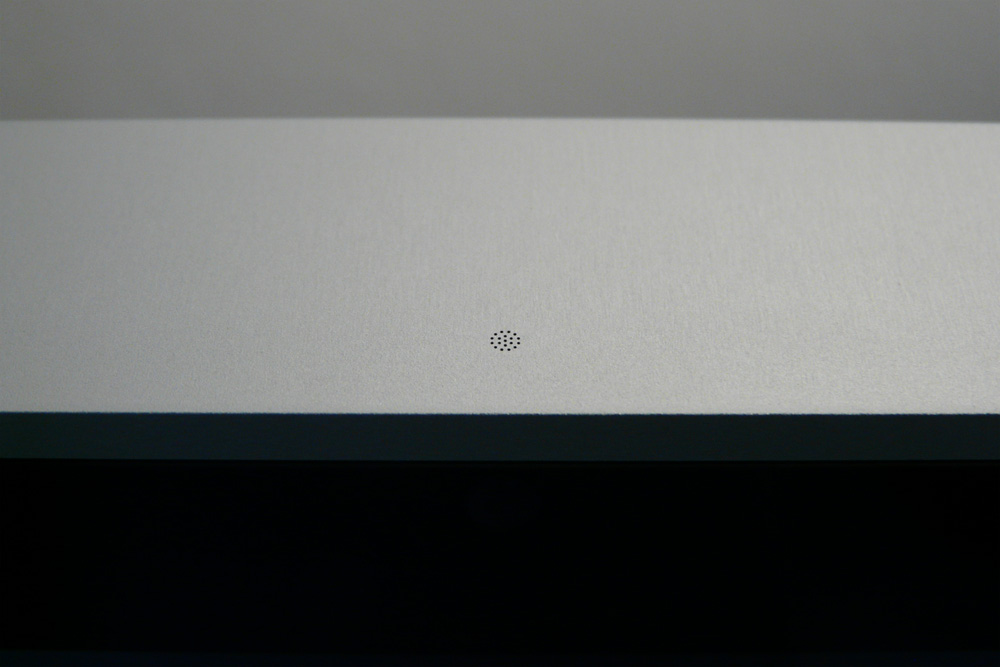
Le microphone sur le montant supérieur.

### Connecter un écran externe
Bien que l'iMac soit un ordinateur « tout-en-un », il est possible de lui connecter un écran externe via le port Mini-DVI :
- en mode « bureau étendu », la définition maximale est de 2 048 par 1 536 pixels à 85 Hz pour les écrans cathodiques et de 1 920 par 1 200 pixels à 60 Hz ou 75 Hz pour les écrans LCD[12].
- en mode « clone » la définition maximale dépend du modèle de l'iMac, avec 1 680 par 1 050 pixels pour l'iMac 20 pouces et 1 920 par 1 200 pixels pour l'iMac 24 pouces. Si l'écran externe peut afficher une définition supérieure, il sera limité à la définition native de l'iMac. Si l'écran externe n'est pas capable d'afficher une définition identique à l'iMac, ce dernier s'alignera sur la définition maximum de l'écran externe[12].

## Problèmes rencontrés et reproches
Pour faire diminuer le prix de ses iMac, Apple a dû faire quelques concessions, notamment sur les dalles des iMac Alu 20 pouces. En effet les 20 pouces de la génération précédente, tout comme les dalles 24 pouces actuels, sont équipés de dalles IPS, alors que les modèles 20 pouces actuels sont équipés de dalles TN. Ces dernières bien qu'étant plus réactives, possèdent des caractéristiques inférieures aux dalles IPS : angles de vision plus restreints, couleurs d'une qualité inférieure et coût de production un peu plus faible. Or souvent le rendu des couleurs n'était pas à la hauteur, ce qui créa une vague de mécontentement chez certains utilisateurs, particulièrement chez les graphistes qui ont besoin d'un bon rendu.
Parmi les autres reproches faits sur cette génération d'iMac, la présence exclusive d'un écran brillant qui a tendance à refléter la lumière, l'absence de témoin de veille et de requête disque ainsi que l'absence de surface aimantée sur l'écran pour fixer l'Apple Remote telle qu'il en existe sur les Macbook. Le passage vers un boîtier fait majoritairement d'aluminium ampute un peu les performances sans fils, particulièrement le Wi-Fi qui perd un peu de portée. Autre reproche redondant chez Apple, les performances en 3D assez faibles sur la première version de l'iMac aluminium embarquant au mieux une HD 2600 Pro. Cela a été en partie corrigé avec l'introduction pour la seconde génération d'une carte plus puissante, la 8800GS, qui reste encore malgré tout moins puissante que bon nombre de modèles disponibles sur PC. La principale raison de ces performances moyennes en 3D réside dans le fait que l'iMac aluminium embarque une carte graphique au format MXM II (portable) dont la puissance est limitée du fait de la taille de la carte et de la faible dissipation thermique imposée par l'espace disponible.

## Concurrence directe
Bien que l'iMac ne soit pas le seul ordinateur monobloc disponible sur le marché, il n'a, sur son créneau, pas de concurrent digne de ce nom. La comparaison avec un Dell XPS One ou un Sony VAIO Série L, montre que l'iMac se trouve être plus rapide, plus évolutif, plus grand (taille d'écran) et plus silencieux que ses concurrents pour un prix équivalent. Les défauts que l'on pourra lui trouver sont au niveau de la connectique qui, bien que moindre, est souvent suffisante.

## Respect de l'environnement
Souvent montré du doigt par Greenpeace, Apple a tenté à plusieurs reprises de redorer son blason.
Avec les années, Apple a essayé de diminuer l'impact environnemental de ses iMac. Pour cela le poids de ces derniers a été constamment revu à la baisse ; il en va de même pour le poids des emballages présents lors de la livraison. Aussi, l'iMac aluminium est conforme aux exigences de la norme Energy Star 4.0. La consommation électrique a été revue à la baisse passant avec le modèle 20 pouces sous la barre des 200 watts. Concernant les substances dangereuses, l'iMac est conforme à la directive RoHS. L'usage de plomb est resté stable par rapport à la génération précédente avec 0,6 gramme après avoir été drastiquement réduit (484 g sur les premiers iMac). L'iMac aluminium avec le MacBook Air est le seul produit de la firme doté de circuits imprimés exempts de retardateurs de flammes bromés et de fils entourés de PVC.